# Peterbaylissite
La peterbaylissite è un minerale.